# Velika župa Sana-Luka
Velika župa Sana-Luka bila je jedna od 22 velike župe na prostoru NDH. Sjedište joj je bilo u Banjoj Luci, a djelovala je od 1. kolovoza 1941. godine. Do 5. srpnja 1944. godine nosila je ime "Sana i Luka". Građansku upravu u župi vodio je veliki župan kao pouzdanik vlade kojeg je imenovao poglavnik. 
Velika župa je obuhvaćala je područje kotarskih oblasti:
- Banja Luka,
- Ključ,
- Kotorišće (Kotor Varoš),
- Prijedor,
- Sanski Most;
- kotarska ispostava Kozarac
- kotarska ispostava Lušci Palanka (do 1. rujna 1941.)

i grad Banja Luka.